# Сабне
Сабне (пол. Sabnie) — село в Польщі, у гміні Сабне Соколівського повіту Мазовецького воєводства. Населення — 386 осіб (2011).

## Історія
За даними етнографічної експедиції 1869—1870 років під керівництвом Павла Чубинського, у селі переважно проживали греко-католики, які розмовляли українською мовою.
У 1975—1998 роках село належало до Седлецького воєводства.

## Населення
Демографічна структура станом на 31 березня 2011 року:
|          | Загалом | Допрацездатний вік | Працездатний вік | Постпрацездатний вік |
| -------- | ------- | ------------------ | ---------------- | -------------------- |
| Чоловіки | 199     | 45                 | 134              | 20                   |
| Жінки    | 187     | 26                 | 119              | 42                   |
| Разом    | 386     | 71                 | 253              | 62                   |